# Împrumutul României de la FMI
La data de 24 martie 2009, Guvernul României a semnat un acord de împrumut cu Fondul Monetar Internațional (FMI), Comisia Europeană (CE), Banca Mondială și Banca Europeană pentru Reconstrucție și Dezvoltare (BERD) în valoare de 19,95 miliarde de Euro.
Astfel, în perioada 2009-2010, România urmează să primească 12,95 miliarde de euro de la FMI, cinci miliarde de euro de la Comisia Europeană, un miliard de euro de la Banca Mondială și un miliard de euro de la BERD.
Suma estimată să intre în România în anul 2009 a fost, inițial, de 11,8 miliarde de euro, sumă ce s-a micșorat considerabil după ce FMI și CE au amânat acordarea celei de-a treia tranșe datorită instabilității politice de la București.
Împrumutul este condiționat printr-o serie de obiective economice, fiind vizată în principal reducerea deficitului bugetar.
Din totalul de circa 12 miliarde euro primite de România de la FMI, UE și Banca Mondială până în mai 2010, 7,1 miliarde euro au mers direct la BNR pentru consolidarea rezervei, iar 4,9 miliarde euro au mers la bugetul de stat pentru acoperirea deficitului bugetar.